# Shigeyuki Dejima
Shigeyuki Dejima (Japans: 出島 茂幸) (Kushiro, 13 mei 1982) is een Japanse langebaanschaatser die gespecialiseerd is in de lange afstanden. Dejima is een van de weinige Japanse langeafstandspecialisten.
In december 2008 werd hij tweede op de nationale allroundkampioenschappen. Hij deed tweemaal mee aan de WK afstanden. In 2008 werd hij 19e op de 5000m en in 2009 werd hij op diezelfde afstand 17e.

## Persoonlijke Records
| Afstand     | Tijd     | Datum            | Baan    |
| ----------- | -------- | ---------------- | ------- |
| 500 meter   | 37,66    | 8 augustus 2008  | Calgary |
| 1000 meter  | 1.14,16  | 26 oktober 2008  | Nagano  |
| 1500 meter  | 1.48,65  | 8 augustus 2009  | Calgary |
| 3000 meter  | 3.49,75  | 8 augustus 2008  | Calgary |
| 5000 meter  | 6.24,13  | 5 december 2009  | Calgary |
| 10000 meter | 13.35,14 | 23 november 2008 | Moskou  |

## Resultaten
| Jaar | CK Azië | WK Afstanden | Olympische Spelen          |
| ---- | ------- | ------------ | -------------------------- |
| 2008 |         | 19e 5000m    |                            |
| 2009 | 5e      | 17e 5000m    |                            |
| 2010 | 6e      |              | 27e 5000m 8e achtervolging |